# Lys Assia

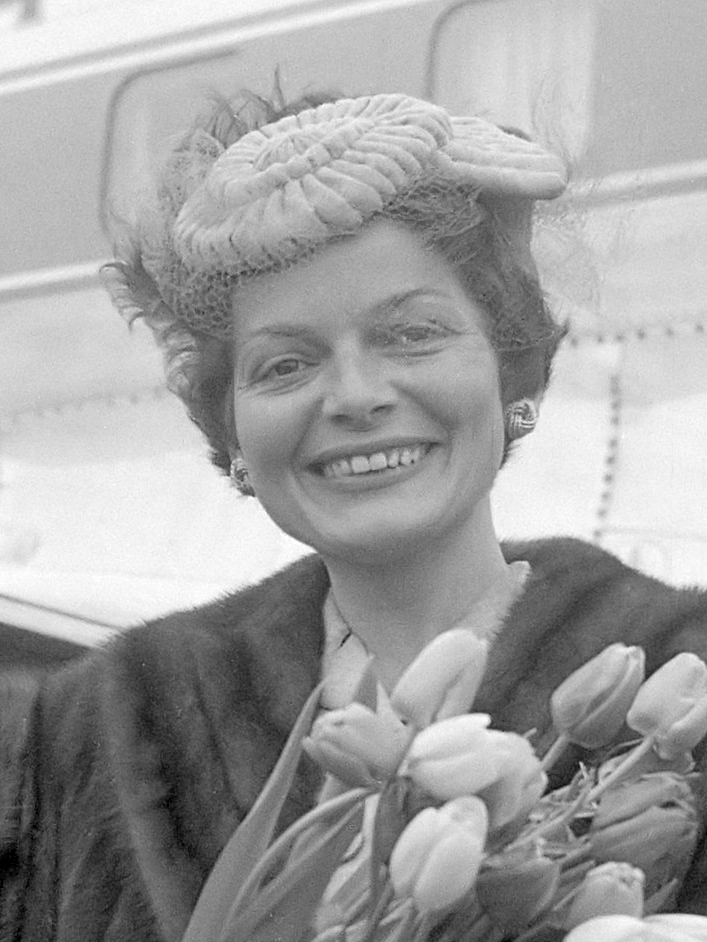
Lys Assia 1957.

Lys Assia, egentligen Rosa Mina Schärer, född 3 mars 1924 i Lenzburg i Aargau, död 24 mars 2018 i Zürich, var en schweizisk sångerska. Hon var en efterfrågad europeisk artist under 1940-, 1950- och 1960-talen.
Assia blev berömd bland annat för "O mein Papa" och för att ha vunnit den allra första Eurovision Song Contest med låten "Refrain" i Lugano 1956. Hon tävlade även i Eurovision Song Contest 1957 med låten "L'enfant que j'étais" och hamnade näst sist. I Eurovision Song Contest 1958 gjorde hon ett försök till med låten "Giorgio" och slutade på andra plats.
I Schweiz nationella uttagning för Eurovision Song Contest 2012 tävlade hon med låten "C'était ma vie". Den nationella finalen ägde rum den 10 december 2011. Assia vann inte tävlingen utan placerade sig på åttonde plats av fjorton bidrag.
Assia gästade vid flera tillfällen olika upplagor av Eurovision Song Contest under de sista åren av sitt liv.